# Marco Hausiku

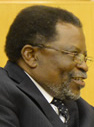
Hausiku (2013)

Marco Mukaso Hausiku (* 25. November 1953 in Kapako, Südwestafrika; † 26. August 2021 in Windhoek) war ein namibischer Politiker der SWAPO. 
Hausiku besuchte die Römisch-katholische Missionsschule Bunya von 1961 bis 1966, ehe er auf die weiterführende Schule in Rundu wechselte. 1971 und 1972 machte er eine Ausbildung zum Grundschullehrer in Döbra. Hausiku holte 1973–1974 seinen Schulabschluss nach. Er studierte daraufhin für ein Jahr an der Universität Fort Hare in Südafrika Kunst und Rechtswissenschaften.
Marco Hausiku war Gründer und erster Präsident der Gewerkschaft der namibischen Lehrer.
Ab 1977 war Marco Hausiku aktives Mitglied der SWAPO und bekleidete seit 1990 verschiedene Ministerämter in Namibia. Von Mai 2004 bis März 2010 war Hausiku Außenminister von Namibia, seitdem bis März 2015 Vizepremierminister.
Hausiku wurde posthum in den Heldenstatus erhoben und erhielt ein Staatsbegräbnis.